# Nycticeius humeralis
Nycticeius humeralis — вид ссавців родини лиликових.

## Проживання, поведінка
Країни поширення: Мексика, США. Він мешкає в листяних лісах на висотах від рівня моря до 300 метрів. Середня тривалість життя в дикій природі, ймовірно, близько двох років, хоча є записи деяких особин, що жили протягом п'яти років. Лаштує сідала в тріщинах дерев і за вільною корою, а також у будівлях. Спарювання відбувається, ймовірно, в кінці літа і початку осені. Запліднення відбувається у весняний період. Самиці народжують від 1 до 3 каженят (зазвичай двійня) протягом червня. Ці кажани покидають свої сідала близько сутінків. Вони починають літати на висоті від 12 до 23 м, але, коли настає темрява вони літають набагато нижче до землі. Вони мають повільний і стабільний політ. Під час годування, мембрани хвоста і крил використовуються для захоплення і утримання здобичі.